# Sutești
Sutești là một xã thuộc hạt Vâlcea, România. Dân số thời điểm năm 2002 là 3661 người.